# Psychotria yavitensis
Psychotria yavitensis är en måreväxtart som beskrevs av Julian Alfred Steyermark. Psychotria yavitensis ingår i släktet Psychotria och familjen måreväxter. Inga underarter finns listade i Catalogue of Life.